# リヒャルト・ヴィントビヒラー
リヒャルト・ヴィントビヒラー（ドイツ語: Richard Windbichler、1991年4月2日 - ）は、オーストリアの元プロサッカー選手。現役時代のポジションは ディフェンダー（センターバック）。
Kリーグ時代の登録名はリチャード（ハングル: 리차드）。

## クラブ歴
FCアドミラ・ヴァッカー・メードリングの下部組織出身で2009-10シーズンからトップチームで活躍した。
2015年にFKアウストリア・ウィーンに移籍。
2017年1月20日にKリーグクラシックの蔚山現代FCに加入。Kリーグでは初のオーストリア人選手となった。2018年末で契約が満了し退団。
2019年3月28日にシーズン終了までの短期契約でヴィボーFFに加入した。5月28日に互いの合意の下、契約を終了した。同年6月にAリーグのメルボルン・シティFCに2年契約で加入する事が発表された。
2021年1月14日、城南FCに移籍した。
2025年2月11日、自身のInstagramアカウントで現役引退を表明した。